# Ismail Kadare
Ismail Kadare (förfranskat: Ismaïl Kadaré), född 28 januari 1936 i Gjirokastër, Albanien, död 1 juli 2024 i Tirana, Albanien, var en albansk författare, med franskt medborgarskap.

## Biografi
Ismail Kadare föddes år 1936, och upplevde därmed andra världskriget och dess påverkan på Albanien, med först italiensk och sedan nazitysk ockupation, varefter landet, efter dess befrielse av kommunistiska partisaner 1944, hamnade i Östblocket under Sovjetunionens inflytande. Efter grundskola och gymnasium i födelsestaden, inskrevs han vid Tiranas universitet, där han studerade språk och litteratur. År 1956 tog Kadare lärarexamen. Han studerade därefter världslitteratur vid Maksim Gorkijs litteraturinstitut i Moskva, men återvände till hemlandet efter splittringen mellan Sovjetunionen och Albanien 1960. 
Från 1960-talet var han en av Albaniens ledande kulturpersoner. Trots att han var marxist, blev hans kritik mot Enver Hoxhas regim utslagsgivande för hans författarskap då han på olika sätt,i skönlitterär dräkt, försökte mana till befrielse. År 1970 invaldes han i parlamentet, vilket medgav en viss rörelsefrihet; han kunde därmed resa utomlands. Kadare åsamkade sig missnöje med en politisk satir 1975 och förbjöds då i tre år att utge något verk. Han var dock inte att betrakta som en dissident under Hoxha.
I protest mot Ramiz Alia, som var den siste kommunistiske presidenten i Albanien före demokratiseringen, sökte och fick Kadare med familj politisk asyl i Frankrike år 1991. Han var redaktör för den franskspråkiga litterära tidskriften Les Lettres Albanaises. 
Han har tilldelats flera pris, däribland Prinsen av Asturiens pris (2009) och historiens första Man Booker International Prize (2005).
Kadare avled den 1 juli 2024 i Tirana till följd av en hjärtattack.

## Författarskap
Ämnet i de flesta av hans romaner är albanernas historia från och med den turkiska erövringen i mitten av 1400-talet och fram till nutid. Till en början gjorde sig Kadare ett namn som lyriker, men han gav snart upp denna genre och gjorde 1964 succé med romanen Gjenerali i ushtrisë së vdekur (Den döda arméns general), som också har filmatiserats flera gånger, bland annat med Marcello Mastroianni. Trots kritik och censuråtgärder från den kommunistiska regimens sida lyckades han nå en internationell publik med många av sina romaner. 
I kritik mot den då rådande socialistiska realismen använde Kadare tidigt i sitt författarskap en allegorisk form för sitt berättande. Hans stil har jämförts med både Gabriel Garcia Marquez magiska realism, och med Franz Kafka. Gestaltat med historiska romaner, kretsar hans romaner kring frågor om minne och sanning.